# Llista d'agències espacials
Això és una llista de les agències estatals que participen en activitats relacionades amb l'espai exterior i l'exploració espacial.
El nom que es dona és la versió en anglès, amb la versió en llengua nativa a continuació. L'acrònim és més comú: això pot ser l'acrònim de la versió en anglès (per exemple, JAXA), o de les sigles en l'idioma natiu. Quan hi ha múltiples sigles d'ús comú, l'anglès es dona en primer lloc.
La data de la fundació de l'agència espacial és la data de les primeres operacions sempre que sigui possible. Si l'agència espacial ha deixat de funcionar, llavors se li dona la data en què es va donar per acabat (és a dir, l'últim dia d'operacions). També s'afegeix un enllaç a la pàgina web principal de l'Agència.
Llegenda de color

Les capacitats de les agències espacials estan codificades per colors de la següent manera:

## Llista de les agències espacials amb capacitat de llançament
| Agència espacial                                                                                           | Agència espacial                                | Estat/Regió/Organització | Creat                  | Finalitzat    | Capacitats espacials | Capacitats espacials              | Capacitats espacials   | Capacitats espacials      | Ref(s)        |
| Nom | Acrònim                                         | Estat/Regió/Organització | Creat                  | Finalitzat    | Llançament Espacial  | Llançament de Diversos Satèl·lits | Sondes Extraterrestres | Recuperació de Satèl·lits | Ref(s)        |
| --- | ----------------------------------------------- | --- | ---------------------- | ------------- | -------------------- | --------------------------------- | ---------------------- | ------------------------- | ------------- |
| Administració Espacial Nacional China (en xinès: 中华人民共和国国家航天局)                                 | CNSA                                            | República Popular de la Xina | 22 d'abril de 1993     | —             | Sí                   | Sí                                | Sí                     | Sí                        | [ 11 ]        |
| Agència Espacial Europea (francès: Agence spatiale européenne) (alemany: Europäische Weltraumorganisation) | ESA ASE EWO                                     | Àustria · Bèlgica · Txèquia · Dinamarca · Finlàndia · França · Alemanya · Grècia · Irlanda · Itàlia · Luxemburg · Països Baixos · Noruega · Portugal · Romania · Espanya · Suècia · Suïssa · Regne Unit | 31 de maig de 1975     | —             | Sí                   | Sí                                | Sí                     | No                        | [ 22 ] [ 23 ] |
| Agència Espacial Iraniana (en persa: سازمان فضایی ایران)                                                   | ISA Arxivat 2007-09-30 a Wayback Machine. ISA   | Iran | 2003                   | —             | Sí                   | No                                | No                     | No                        |               |
| Agència Espacial Israeliana (en hebreu: סוכנות החלל הישראלית) (en àrab: وكالة الفضاء الإسرائيلية)          | ISA סל"ה                                        | Israel | Abril de 1983          | —             | Sí                   | No                                | No                     | No                        | [ 36 ]        |
| Organització d'Investigació Espacial Índia (hindi: भारतीय अंतरिक्ष अनुसंधान संगठन)                                  | ISRO Arxivat 2012-02-05 a Wayback Machine. इसरो  | Índia | 15 d'agost de 1969     | —             | Sí                   | Sí                                | Sí                     | Sí                        | [ 69 ]        |
| Agència Espacial Japonesa (en japonès: 宇宙航空研究開発機構)                                               | JAXA                                            | Japó | 1 d'octubre de 2003    | —             | Sí                   | Sí                                | Sí                     | Sí                        | [ 38 ]        |
| National Aeronautics and Space Administration                                                              | NASA                                            | Estats Units | 1 d'octubre de 1958    | —             | Sí                   | Sí                                | Sí                     | Sí                        | [ 43 ]        |
| francès: Centre National d'Études Spatiales (Centre Nacional d'Investigacions Espacials)                   | CNES                                            | França | 19 de desembre de 1961 | —             | Sí                   | Sí                                | No                     | No                        | [ 45 ]        |
| ucraïnès: Національне космічне агентство України (Agència Nacional Espacial de Ucraïna)                    | НКАУ Arxivat 2008-10-06 a Wayback Machine. NSAU | Ucraïna | 2 de març de 1992      | —             | Sí                   | Sí                                | No                     | No                        | [ 70 ]        |
| rus: Федеральное космическое агентство (Agència Espacial Federal Russa (Roscosmos))                        | ROSCOSMOS RFSA                                  | Rússia | prop del 1992          | —             | Sí                   | Sí                                | Sí                     | Sí                        | [ 71 ]        |
| rus: Советская космическая программа (Programa espacial soviètic)                                          | СССР                                            | Unió de Repúbliques Socialistes Soviètiques | prop del 1955          | prop del 1991 | Sí                   | Sí                                | Sí                     | Sí                        | [ 62 ]        |

## Llista d'agències espacials amb capacitat de vol espacial tripulat
| Agència espacial                                                           | Agència espacial | Estat/Regió/Organització                    | Creat               | Finalitzat    | Capacitats espacials  | Capacitats espacials         | Capacitats espacials | Capacitats espacials              | Capacitats espacials | Ref(s)        |
| Nom                                                                        | Acrònim          | Estat/Regió/Organització                    | Creat               | Finalitzat    | Vol Espacial Tripulat | Llançament Espacial Tripulat | Passeig Espacial     | Encontres i Acoblaments Espacials | Estacions Espacials  | Ref(s)        |
| -------------------------------------------------------------------------- | ---------------- | ------------------------------------------- | ------------------- | ------------- | --------------------- | ---------------------------- | -------------------- | --------------------------------- | -------------------- | ------------- |
| Administració Espacial Nacional China (en xinès: 中华人民共和国国家航天局) | CNSA             | República Popular de la Xina                | 22 d'abril de 1993  | —             | Sí                    | Sí                           | Sí                   | Sí                                | Sí                   | [ 11 ] [ 72 ] |
| National Aeronautics and Space Administration                              | NASA             | Estats Units                                | 1 d'octubre de 1958 | —             | Sí                    | Sí                           | Sí                   | Sí                                | Sí                   | [ 43 ]        |
| rus: Федеральное космическое агентство (Agència Espacial Federal Russa)    | ROSCOSMOS RFSA   | Rússia                                      | prop del 1992       | —             | Sí                    | Sí                           | Sí                   | Sí                                | Sí                   | [ 73 ]        |
| rus: Советская космическая программа (Programa espacial soviètic)          | СССР             | Unió de Repúbliques Socialistes Soviètiques | prop del 1955       | prop del 1991 | Sí                    | Sí                           | Sí                   | Sí                                | Sí                   | [ 62 ]        |

## Llista de fites per agències espacials amb capacitat d'allunatge
| Agència espacial                                                  | Agència espacial | Estat/Regió/Organització                    | Creat               | Finalitzat    | Tasques complertes per l'Agència      | Tasques complertes per l'Agència | Tasques complertes per l'Agència                                | Tasques complertes per l'Agència              | Tasques complertes per l'Agència | Ref(s) |
| Nom                                                               | Acrònim          | Estat/Regió/Organització                    | Creat               | Finalitzat    | Vol Espacial Tripulat en Òrbita Lunar | Allunatge No Tripulat Programat  | Operacions Lunars No Tripulades amb Astromòbils (automatitzats) | Recull de Mostres Lunars i Tornada a la Terra | Allunatge Tripulat               | Ref(s) |
| ----------------------------------------------------------------- | ---------------- | ------------------------------------------- | ------------------- | ------------- | ------------------------------------- | -------------------------------- | --------------------------------------------------------------- | --------------------------------------------- | -------------------------------- | ------ |
| National Aeronautics and Space Administration                     | NASA             | Estats Units                                | 1 d'octubre de 1958 | —             | Sí                                    | Sí                               | Sí                                                              | Sí                                            | Sí                               | [ 43 ] |
| rus: Советская космическая программа (Programa espacial soviètic) | СССР             | Unió de Repúbliques Socialistes Soviètiques | prop del 1955       | prop del 1991 | No                                    | Sí                               | Sí                                                              | Sí                                            | No                               | [ 77 ] |

## Possibles agències espacials futures
| Agència espacial                                                                     | Agència espacial | Estat/Regió/Organització | Possible data de creació esperada | Estat actual | Ref(s)        |
| Nom                                                                                  | Acrònim          | Estat/Regió/Organització | Possible data de creació esperada | Estat actual | Ref(s)        |
| ------------------------------------------------------------------------------------ | ---------------- | ------------------------ | --------------------------------- | --- | ------------- |
| Pan-Arab Space Agency (Agència Espacial Pan-Àrab)                                    | PASA             | Lliga Àrab               | —                                 | — | [ 78 ]        |
| Belarus Space Agency (Agència Espacial Belarussa)                                    | BSA              | Belarús                  | 2010                              | | [ 79 ]        |
| Agència espacial boliviana                                                           | ABAE             | Bolívia                  | 2012                              | el 2012 un satèl·lit espacial serà llançat a l'òrbita | [ 80 ]        |
| Space Science and Technology Institute (Institut de Tecnologia i Ciència Espacial)   | SSTI             | Lituània                 | 2010                              | SSTI planeja crear un nano-satèl·lit amb capsula espacial amb l'ajuda de Rússia. | [ 82 ]        |
| Agencia Espacial Mexicana                                                            | AEM              | Mèxic                    | 2010                              | Creat el juliol del 2010. Encara en procés d'estructuració | [ 83 ]        |
| South African National Space Agency (Agència Espacial Nacional Sud-Africana)         | SANSA            | Sud-àfrica               | 2011                              | Projecte de llei signat pel President. | [ 84 ]        |
| Sri Lanka Aeronautics and Space Agency (Agència Espacial i Aeronàutica de Sri Lanka) | SLASA            | Sri Lanka                | 2010                              | El primer objectiu és construir i llançar dos satèl·lits. La Comissió Reguladora de Telecomunicacions de Sri Lanka ha signat un acord amb Surrey Satellite Technology Ltd per aconseguir ajuda i els recursos pertinents. | [ 85 ] [ 86 ] |
| Turkmenistan National Space Agency (Agència Espacial Nacional Turcmana)              | TNSA             | Turkmenistan             | 2011                              | TNSA planeja un primer satèl·lit amb l'ajuda d'SpaceX al 2014 |               |
| Vietnam Space Commission (Comissió Espacial Vietnamita)                              | VNSC             | Vietnam                  | —                                 | — | [ 88 ]        |

## Agències Espacials Globals
L'Oficina de les Nacions Unides per a Assumptes de l'Espai Ultraterrestre és una organització de l'Assemblea General encarregada d'implementar les polítiques relatives a l'espai exterior dictades per aquest òrgan. L'OOSA (per les seves sigles en anglès) es troba localitzada en l'oficina de les Nacions Unides a Viena, Àustria.
L'Oficina implementa el Programa d'Aplicacions Espacials i entre les seves principals responsabilitats es troba la de mantenir el registre d'objectes llançats a l'espai exterior.

## Pressupostos
Els pressupostos anuals que figuren són els pressupostos oficials de les agències espacials nacionals disponibles en el domini públic. Els pressupostos no es normalitzen a les despeses de la investigació espacial en diferents països, és a dir, major pressupost no significa necessàriament una major activitat o d'un millor rendiment en l'exploració espacial. Per als contribuents europeus a l'ESA, els pressupostos nacionals es mostren per separat de les seves contribucions a l'ESA.

## Mapes del món

Les nacions del món amb agències espacials actives. Aquest mapa es relaciona amb els de sota.

Països capaços de vols espacials tripulats
Països capaços de sondes extraterrestres
Països capaços de llançaments espacials
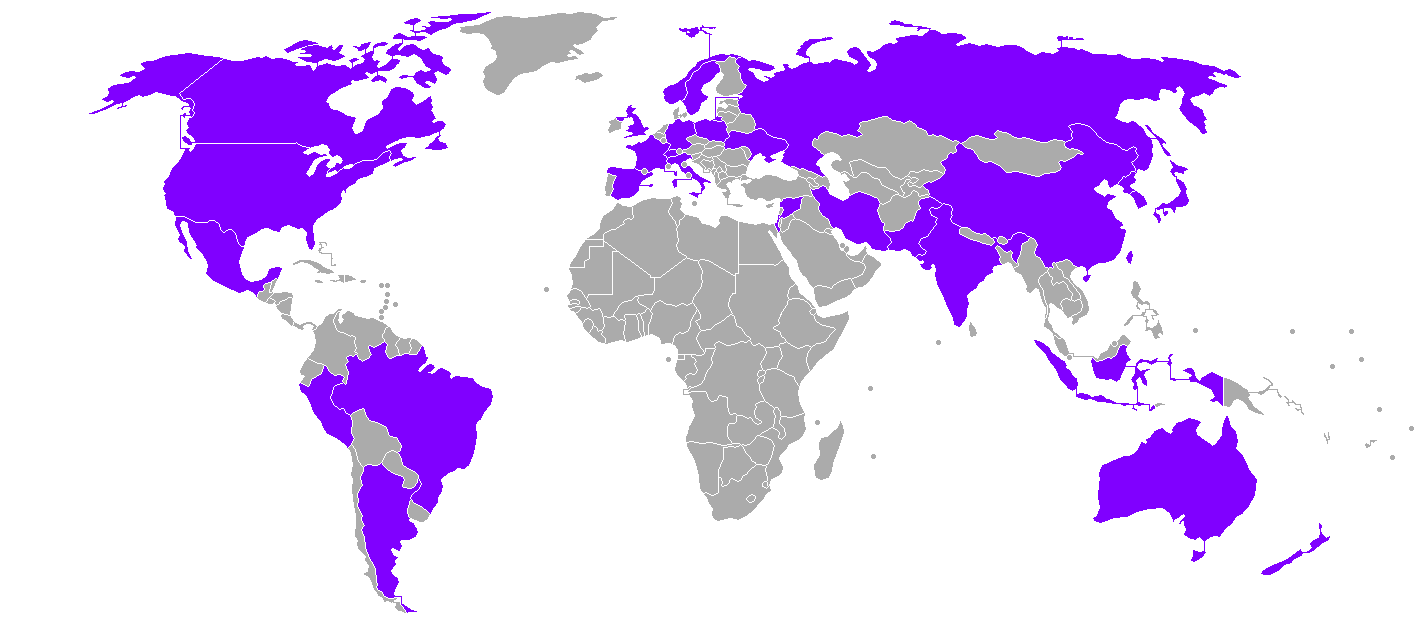
Països capaços de coets sonda
Països operant amb satèl·lits
Països amb astronautes